# Microtus
Microtus (Schrank, 1798) è un genere di roditori della famiglia dei Cricetidi comunemente noti come arvicole o campagnoli.

## Descrizione

### Dimensioni
Al genere Microtus appartengono roditori di piccole dimensioni, con lunghezza della testa e del corpo tra 83 e 178 mm, la lunghezza della coda tra 15 e 98 mm e un peso fino a 170 g.

### Caratteristiche craniche e dentarie
Il cranio è tipico della sottofamiglia. Il profilo dorsale è dritto, la scatola cranica è leggermente più lunga che larga, mentre il palato ha una struttura normale. Gli zigomi sono robusti, le bolle timpaniche non sono mai ridotte.  I molari sono privi di radici, gli incisivi sono larghi, robusti e lisci.
Sono caratterizzati dalla seguente formula dentaria:

### Aspetto
Il corpo è compatto, tipico delle arvicole, la testa è grande e il muso è fornito di lunghe vibrisse. Il colore varia dal marrone scuro al giallo chiaro sul dorso, e dal grigio al biancastro nelle parti inferiori. In alcune specie è presente una striscia dorsale scura nella parte anteriore della schiena. Gli occhi sono relativamente grandi. Le orecchie variano notevolmente da molto corte e parzialmente nascoste nella pelliccia a lunghe circa la metà della testa. Il trago è assente mentre l'antitrago è ben sviluppato.  Il palmo delle zampe anteriori è privo di peli, le piante dei piedi sono parzialmente pelose e provviste di cinque o sei tubercoli carnosi. Il terzo dito di ogni zampa è il più lungo e il quarto è sempre più lungo del secondo. Gli artigli sono leggermente allungati, mentre il pollice, ridotto nelle dimensioni, è munito solitamente di un piccolo artiglio smussato. La coda è corta.  Le femmine hanno da 2 a 4 paia di mammelle.

## Distribuzione
Il genere è diffuso in tutto l'Olartico.

## Tassonomia
Il genere comprende 60 specie.
- Sottogenere Blanfordimys (Argyropulo, 1933)
  - Microtus afghanus
  - Microtus bucharensis
  - Microtus yuldaschi
- Sottogenere Euarvicola (Acioque, 1899)
  - Microtus agrestis
  - Microtus lavernedii
  - Microtus rozianus
- Sottogenere Microtus
  - Microtus anatolicus
  - Microtus arvalis
  - Microtus dogramacii
  - Microtus guentheri
  - Microtus hartingi
  - Microtus ilaeus
  - Microtus irani
  - Microtus kermanensis
  - Microtus mustersi
  - Microtus mystacensis
  - Microtus obscurus
  - Microtus paradoxus
  - Microtus rossiaemeridionalis
  - Microtus schelkovnikovi
  - Microtus schidlovskii
  - Microtus socialis
  - Microtus transcaspicus
- Sottogenere Mynomes (Rafinesque, 1817)
  - Microtus canicaudus
  - Microtus drummondi
  - Microtus dukecampbelli
  - Microtus montanus
  - Microtus oregoni
  - Microtus pennsylvanicus
  - Microtus townsendii
- Sottogenere Pedomys (Baird, 1857)
  - Microtus ochrogaster
- Sottogenere Pitymys (McMurtrie, 1831)
  - Microtus oaxacensis
  - Microtus pinetorum
  - Microtus quasiater
- Sottogenere Terricola (Fatio, 1867)
  - Microtus brachycercus
  - Microtus daghestanicus
  - Microtus duodecimcostatus
  - Microtus felteni
  - Microtus fingeri
  - Microtus liechtensteini
  - Microtus lusitanicus
  - Microtus majori
  - Microtus multiplex
  - Microtus nebrodensis
  - Microtus pyrenaicus
  - Microtus savii
  - Microtus subterraneus
  - Microtus tatricus
  - Microtus thomasi
- Incertae Sedis
  - Microtus abbreviatus
  - Microtus californicus
  - Microtus chrotorrhinus
  - Microtus guatemalensis
  - Microtus longicaudus
  - Microtus mexicanus
  - Microtus mogollonensis
  - Microtus richardsoni
  - Microtus umbrosus
  - Microtus xanthognathus